# Agnieszka Bartol
Agnieszka Bartol (ur. 12 kwietnia 1978 we Wronkach, zm. 18 kwietnia 1990 tamże) – polska dziecięca poetka i pisarka. Patronka ogólnopolskich konkursów literackich dla dzieci i młodzieży oraz dwóch szkół podstawowych w Wielkopolsce.

## Życiorys
Urodziła się w rodzinie inżynierów z Zakładów Sprzętu Grzejnego Predom-Wromet Danuty i Leszka Bartolów. Miała starszą siostrę Magdę i młodszą siostrę Natalię. Nauczyła się czytać, zanim osiągnęła wiek szkolny. Uczyła się w Szkole Podstawowej nr 3 we Wronkach. Cierpiała na miopatię, dlatego naukę prowadzono w trybie nauczania indywidualnego. Do szuflady pisała „nad wiek dojrzałe i mądre wiersze”, opowiadania, dramaty, bajki, fraszki, baśnie. Chciała zostać pisarką, kiedy dorośnie. Do końca prowadziła „Domową Gazetkę” dla rodziców i rodzeństwa. Zmarła wskutek zapalenia oskrzeli, we śnie, mając 12 lat. Pochowana została na cmentarzu parafialnym we Wronkach.

## W kulturze
Z pozostawionymi przez córkę zeszytami zapisanymi poezją i prozą, dwa miesiące później, matka zapoznała dziennikarzy „Tygodnika Pilskiego”: Zuzannę Przeworską i Jana Arskiego, którzy w zmarłej niedawno uczennicy rozpoznali talent literacki. Po raz pierwszy opublikowano utwory w zbiorze Agnieszko wróć w 1990. W Bibliotece Miejskiej w Pile 22 listopada 1990 zorganizowano promocję publikacji, zaszła potrzeba wznowienia wydania: łącznie sprzedano wtedy 15 tysięcy egzemplarzy. W 1990 doszło do założenia w Pile Fundacji Literackiej imienia Agnieszki Bartol, którą zarejestrowano w 1991 (nr KRS 52967).
W 1992 w macierzystej szkole poetki we Wronkach otwarto salę jej imienia.
Społeczności dwóch szkół podstawowych wybrały Agnieszkę Bartol za patronkę. Były to: Szkoła Podstawowa w Mirosławiu (20 kwietnia 1995) oraz Szkoła Podstawowa w Chojnie (11 czerwca 2010).
Od 1991 Fundacja Literacka z Piły organizuje Ogólnopolski Konkurs Literacki im. Agnieszki Bartol „Ja i świat”, którego XIII edycja odbyła się w 2016. W jury konkursu, w kolejnych edycjach, zasiadały m.in. Ewa Nowacka, Joanna Papuzińska, Joanna Fabicka, Beata Ostrowicka. Wśród nagród w konkursie jest opublikowanie nagrodzonych utworów w premierowym wydaniu książkowym. Na konkurs przesłano łącznie ponad 110 tysięcy utworów wierszem i prozą. W 2016 na konkurs, od 612 autorów, wpłynęło 4090 utworów.
Poetka została patronką cyklicznego Gminnego Konkursu Recytatorskiego im. Agnieszki Bartol w gminie Wronki. Czwartą edycję przeprowadzono w 2017.

## Twórczość
- Agnieszko wróć: Opowiadania, baśnie, bajki i miniaturki w wydaniu pośmiertnym, Czarnków; Piła: Zakład Graficzny: Redakcja „Tygodnika Pilskiego”, 1990, ISBN 83-00-03281-9.
- Powrót Agnieszki: utwory Agnieszki Bartol i laureatów ogólnopolskich konkursów jej imienia (1991–1999), Fundacja Literacka im. Agnieszki Bartol, Piła 2000, ISBN 83-902910-0-2.
- Po prostu Agnieszka: utwory Agnieszki Bartol i laureatów X Ogólnopolskiego Konkursu Literackiego im. Agnieszki Bartol dla Dzieci i Młodzieży „Ja i mój świat”, Fundacja Literacka im. Agnieszki Bartol, Piła 2009, ISBN 978-83-902910-4-8.
- Agnieszko wróć!: Opowiadania, baśnie, bajki i wiersze, wydanie 3 rozszerzone, Fundacja Literacka im. Agnieszki Bartol: Wydawnictwo Media Zet Zuzanna Przeworska, Piła 2015, ISBN 978-83-902910-7-9.